# 河島醇

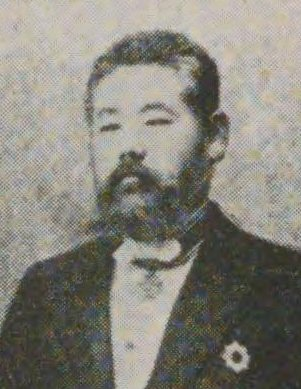
河島醇

河島 醇（かわしま あつし / じゅん、弘化4年3月6日（1847年4月20日） - 明治44年（1911年）4月28日）は、幕末から明治時代に活躍した武士（薩摩藩士）、官僚、政治家。衆議院議員、貴族院議員。幼名・新之丞。

## 経歴
薩摩藩士・河島新五郎長寛の長男として鹿児島長田町に生まれる。藩校造士館で学ぶ。戊辰戦争に従軍。明治2年（1869年）、昌平学校に入り、さらに川田甕江塾で学び、明治3年12月（1871年1-2月）にドイツへ留学し、ローレンツ・フォン・シュタインに学ぶ。
明治7年（1874年）3月に帰国。同年8月、外務省に入り八等出仕となる。9月、一等書記生に発令され、ドイツ公使館在勤を命ぜられた。さらに、露国公使館、オーストリア公使館で勤務し、明治14年（1881年）8月に帰国した。同年10月、大蔵省権大書記官となり議案局に勤務。さらに、外務権大書記官、参事院員外議官補を兼務した。
明治15年（1882年）2月から翌年8月まで、参議・伊藤博文に随行して欧州に出張し、ドイツでシュタインから行政学を学んだ。明治17年（1884年）4月、大蔵省調査局勤務となり、大蔵大書記官、欧州出張（財務事務調査）、一等主税官、大蔵省参事官などを歴任した。
明治23年（1890年）3月に退官し、同年7月、第1回衆議院議員総選挙に鹿児島県第五区から出馬し当選。その後、明治27年（1894年）9月の第4回総選挙まで連続4回当選した。その間、立憲自由党幹事などを務めた。
明治30年（1897年）6月、日本勧業銀行初代総裁に就任。その後、滋賀県・福岡県の各知事、北海道庁長官を歴任。また、明治36年（1903年）7月15日、貴族院勅選議員に任命され、北海道庁長官在任中に死去するまで務めた。

## 栄典
- 1882年（明治15年）3月11日 - 勲五等双光旭日章[2]
- 1902年（明治35年）6月30日 - 勲三等瑞宝章[3]
- 1906年（明治39年）4月1日 - 勲二等旭日重光章[4]・明治三十七八年従軍記章[5]

## 著作・伝記
編著
- スタイン述『憲法及行政法要義』集成社、1889年。

伝記
- 河野弘善『河島醇伝 - 日本勧業銀行初代総裁』河島醇伝刊行会、1981年。